# Jyrki Niskanen
Jyrki Niskanen (* 12. Februar 1956 in Helsinki) ist ein finnischer Opernsänger (Tenor).

## Leben
Niskanen begann seine musikalische Laufbahn als Unterhaltungsmusiker mit Klavier, Keyboard und Akkordeon. Er studierte Klavier an der Sibelius-Akademie und erwarb ein Diplom in Improvisation und Begleitung. Er studierte Gesang an der Sibelius-Akademie und vollendete seine Ausbildung bei Vera Rózsa in London und bei Peter Berne in Wien und Berlin.
Niskanen ist als Heldentenor für seine schmiegsame, starke Stimme mit einem dramatischen Timbre bekannt. Sein klangvoller Tenor eignet sich für starke Wagner-Rollen genauso gut wie für italienische Opern.
Jyrki Niskanen debütierte 1992 bei den Opernfestspielen Savonlinna, von wo er direkt ins Opernhaus Zürich als Haupttenor in Beethovens Fidelio engagiert wurde. Seither ist er in den bedeutendsten Opernhäusern in Europa, Amerika und Australien aufgetreten. Er hat unter anderem alle großen Tenorrollen des Ring des Nibelungen von Richard Wagner (Loge in Rheingold, Siegmund in Walküre, Siegfried in Siegfried und in Götterdämmerung) gesungen. 1999 trat er als Tristan in Wagners Tristan und Isolde im Prinzregententheater in München unter Leitung von Lorin Maazel auf. Das Liebes-Duett aus Tristan und Isolde mit Niskanen und Luana DeVol ist in der Einspielung anlässlich des 100-jährigen Jubiläums des Opernhauses enthalten.

## Partien
- Beethoven: Fidelio, “Florestan” (Savonlinna-Opernfestspiele 1992, 1993, Zürich Opera 1992, Ludwigsburg Music Festival 1993, Barcelona Opera 1995, Athen 1995, Madrid 1995, Bregenz 1995, Rio de Janeiro 1996, Helsinki 1997, Wien 2000, 2003, Krakau 2001, Berlin 2002)
- Berg: Wozzeck, “Der Hauptmann” (Mailand 1997)
- Dallapiccola: Il Prigionero, “Il Carceriere and L’Inquisitore” (Turin 1995)
- Donizetti: Regiment’s Daughter, “Tonio” (Tampere Opera 1986)
- Heininen: The Knife “Pamppu” (Savonlinna-Opernfestspiele 1989, 1990)
- Janáček: The Case Makropulos “Albert Gregor” (Bologna Opera 1994)
- Korngold: Die tote Stadt “Paul” (Catania 1996)
- Leoncavallo: Pagliacci “Canio” (Savonlinna 1997, 1998, 1999)
- Linkola: Elina “Vicar” (Finnish National Opera 1992)
- Schrecker: Die Gezeichneten, “Alviano Salvago” (Zürich Opera 1992)
- Schostakowitsch: Lady Macbeth of Mzensk, “Sergei” (Florenz 1998)
- Strauss: Daphne, “Apollo” (Linz 1999, Amsterdam 2002)
- Verdi: Aida, "Radames" (Catania 2002)
- Verdi: La Traviata, “Alfredo” (Finnish National Opera 1989)
- Verdi: La Forza del Destino, “Alvaro” (Savonlinna-Opernfestspiele 1998)
- Verdi: Macbeth “McDuff” (Savonlinna Opernfestspiele 1993, 1996, Athen 1997)
- Wagner: Walküre, “Siegmund” (Paris Chatelet 1994, Rom, 1. Akt 1995, Wien 1996, 1997, 1998, London/Norwich 1997, Barcelona 1998, Santa Cruz de Tenerife 1999, Las Palmas 1999, Catania 2001)
- Wagner: Tristan and Isolde, “Tristan” (Barcelona 1996, Nizza 1998, Genua 1998, Washington 1999[2], München 1999, Florenz 1999, Berlin 2001)
- Wagner: Lohengrin, “Lohengrin” (Nizza 1997, Sevilla 1999)
- Wagner: Siegfried, “Siegfried” (Sydney 1999, Catania 2002)
- Wagner: Rheingold, “Loge” (Catania 2000)
- Wagner: Götterdämmerung, "Siegfried" (Teatro Massimo Bellini, Catania 2003)[3]
- Zemlinsky: Eine florentinische Tragödie, “Guido Bardi” (Florenz 1995)

## Tonträger
- Arias and Love Songs (1994)
- Holy Night (1996)
- Beethoven 9th symphony (with Orchestra La Scala, conductor Riccardo Muti) (1998)
- Operetten (with Eva Martón and Westdeutscher Rundfunk Köln) (1998)
- Tristan und Isolde "high lights" (as Tristan, with Lorin Maazel) (2001)
- Kulkuset ja kellot soivat, Christmas Songs (2004)
- Pienoisen lapsen ääreen hiljennyn (2009)
- Atlantic Sky: Piano Solos, own compositions (2011)
- Joulun tähden: Christmas Songs, own compositions (2011)
- The Greatest Tenor Arias, Hienoimmat ooppera-aariat (2012)